# Achaearanea rostrata
Achaearanea rostrata är en spindelart som först beskrevs av O. Pickard-Cambridge 1896.  Achaearanea rostrata ingår i släktet Achaearanea och familjen klotspindlar. Inga underarter finns listade i Catalogue of Life.